# Primzetafunktion
Die Primzetafunktion ist eine mathematische Funktion, die in der analytischen Zahlentheorie, einem Teilgebiet der Mathematik, eine Rolle spielt. Sie ist verwandt mit der Riemannschen Zetafunktion. Wie viele andere zahlentheoretische Funktionen erlangt sie ihre Bedeutung über die Verbindung zu den Primzahlen.

## Definition
Für eine komplexe Zahl {\displaystyle s}, deren Realteil größer als 1 ist, wird die Primzetafunktion über eine Dirichletreihe definiert, die sich über alle Primzahlen erstreckt.
{\displaystyle P(s)=\sum _{p\ \mathrm {prim} }{\frac {1}{p^{s}}}={\frac {1}{2^{s}}}+{\frac {1}{3^{s}}}+{\frac {1}{5^{s}}}+{\frac {1}{7^{s}}}+{\frac {1}{11^{s}}}+\ldots }
Obwohl diese Darstellung nur auf der um 1 verschobenen rechten Halbebene konvergiert, existiert eine Fortsetzung auf die komplette rechte Halbebene {\displaystyle \mathbb {H} =\{s\in \mathbb {C} \mid \mathrm {Re} \,s>0\}}, die jedoch nicht in allen Punkten meromorph ist.

## Verbindung zur riemannschen Zetafunktion
Es existiert ein Zusammenhang zwischen der Primzetafunktion und der logarithmierten riemannschen Zetafunktion. Dieser gilt für alle {\displaystyle \mathrm {Re} \,s>1} und drückt sich formelhaft aus über:
{\displaystyle \log \zeta (s)=\sum _{n=1}^{\infty }{\frac {P(ns)}{n}}=P(s)+{\frac {P(2s)}{2}}+{\frac {P(3s)}{3}}+{\frac {P(4s)}{4}}+\ldots }.
Als einfache Beweismöglichkeit dieser Verbindung dient das Euler-Produkt der Zetafunktion. Mit
{\displaystyle \zeta (s)=\prod _{p\ \mathrm {prim} }{\frac {1}{1-p^{-s}}}}
erhält man durch beidseitiges Logarithmieren:
{\displaystyle \log \zeta (s)=\log \prod _{p\ \mathrm {prim} }{\frac {1}{1-p^{-s}}}=-\sum _{p\ \mathrm {prim} }\log \left(1-{\frac {1}{p^{s}}}\right)=\sum _{n=1}^{\infty }{\frac {P(ns)}{n}}}.
Im letzten Schritt wurde die Taylorreihe des natürlichen Logarithmus um den Punkt {\displaystyle x=1} angewendet.

## Weitere Darstellungen
Über eine Möbius-Inversion erhält man die häufig genutzte Darstellung:
{\displaystyle P(s)=\sum _{n=1}^{\infty }{\frac {\mu (n)}{n}}\log \zeta (ns)={\log \zeta (s)-{\frac {1}{2}}\log \zeta (2s)-{\frac {1}{3}}\log \zeta (3s)-{\frac {1}{5}}\log \zeta (5s)+{\frac {1}{6}}\log \zeta (6s)+\ldots }},
wobei {\displaystyle \mu } hier die Möbiusfunktion bezeichnet. Dies ermöglicht eine (analytische) Fortsetzung der Primzetafunktion in elementare Bereiche der Halbebene {\displaystyle \{s\in \mathbb {C} \mid \operatorname {Re} (s)>1\}\subset E\subset \{s\in \mathbb {C} \mid \operatorname {Re} (s)>0\}}, in denen alle Funktionen {\displaystyle \log \zeta (sn)} mit {\displaystyle n=1,2,3,\dotsc } holomorph sind. Außerdem kann die Formel für eine schnelle numerische Berechnung der Primzetafunktion herangezogen werden. Zum Beispiel fand Henri Cohen innerhalb weniger Millisekunden:
{\displaystyle \sum _{p\ {\text{Primzahl}}}{\frac {1}{p^{2}}}=0{,}45224742004106549850654336483224793417323134323989\dots }
Ferner folgt aus {\displaystyle P(s)\sim \log \zeta (s)\to \infty } für {\displaystyle s\to 1}, dass die Reihe {\displaystyle 1/2+1/3+1/5+\dotsb } der reziproken Primzahlen divergiert.

## Eigenschaften
Die Primzetafunktion ist eine auf ganz {\displaystyle \{s\in \mathbb {C} \mid \mathrm {Re} \,s\,>1\}} holomorphe Funktion. Sie besitzt für eine quadratfreie, positive ganze Zahl {\displaystyle K} Singularitäten in Form von Verzweigungspunkten an
- allen Stellen {\displaystyle s=1/K}
- allen Stellen {\displaystyle s=\rho /K}, wobei {\displaystyle \rho } eine beliebige (nicht-triviale) Nullstelle der riemannschen Zetafunktion bezeichnet.

Dies wird unter Betrachtung der Darstellung
{\displaystyle P(s)=\sum _{n=1}^{\infty }{\frac {\mu (n)}{n}}\log \zeta (ns)}
deutlich, da der Logarithmus an allen Stellen {\displaystyle \textstyle \zeta (K\cdot {\frac {\rho }{K}})=\zeta (\rho )=0} bzw. {\displaystyle \textstyle \zeta (K\cdot {\frac {1}{K}})=\zeta (1)=\infty } und {\displaystyle \mu (K)\not =0} (bei {\displaystyle n=K} in der Summe) nicht definiert ist.
Da man weiß, dass die Riemannsche Zetafunktion im sog. kritischen Streifen {\displaystyle S=\{s\in \mathbb {C} |0<\mathrm {Re} \,s<1\}} unendlich viele nicht-triviale Nullstellen besitzt, kommt es zu einer Verdichtung von Singularitäten auf der Geraden {\displaystyle \mathrm {Re} \,s=0}, die als natürliche Grenze des Definitionsbereichs der Primzetafunktion angesehen werden kann.
Des Weiteren gilt für alle {\displaystyle t}:
{\displaystyle \lim _{\sigma \to \infty }P(\sigma +\mathrm {i} t)=0}.

## Ableitung
Die Primzetafunktion ist in ganz {\displaystyle \{s\in \mathbb {C} |\mathrm {Re} \,s>1\}} holomorph. Ein Ableitungsausdruck ist:
{\displaystyle P'(s)=-\sum _{p\ \mathrm {prim} }{\frac {\log p}{p^{s}}}}.
Für die {\displaystyle k}-te Ableitung gilt:
{\displaystyle P^{(k)}(s)=(-1)^{k}\sum _{p\ \mathrm {prim} }{\frac {(\log p)^{k}}{p^{s}}}}.

## Stammfunktion
Eine Stammfunktion ist gegeben durch:
{\displaystyle \int P(s)\ \mathrm {d} s=-\sum _{p\ \mathrm {prim} }{\frac {1}{p^{s}\log p}}+C}.

## Spezielle Werte
Wie Euler bereits beweisen konnte, ist die Reihe der Kehrwerte aller Primzahlen divergent. Es gilt also:
{\displaystyle P(1)={\frac {1}{2}}+{\frac {1}{3}}+{\frac {1}{5}}+{\frac {1}{7}}+{\frac {1}{11}}+\ldots =\infty }.
Über sonstige ganzzahlige Werte der Primzetafunktion ist bis heute nichts bekannt. Dezimalentwicklungen sind:
{\displaystyle P(2)=0{,}45224\ 74200\ 41065\ 49850\ldots } (Folge A085548 in OEIS)
{\displaystyle P(3)=0{,}17476\ 26392\ 99443\ 53642\ldots } (Folge A085541 in OEIS)
{\displaystyle P(4)=0{,}07699\ 31397\ 64246\ 84494\ldots } (Folge A085964 in OEIS)